# Моссери, Адам
Адам Моссери (англ. Adam Mosseri, род. 23 января 1983, Нью-Йорк, Нью-Йорк) — американский и израильский предприниматель, генеральный директор социальной сети Instagram. Бывший топ-менеджер правления социальной сети Facebook.

## Биография
Адам Моссери родился 23 января 1983 года в Нью-Йорке, в семье израильского еврея и ирландки. Отец был психиатром, а мать архитектор. Он вырос в Чаппакуа, штат Нью-Йорк, учился в средней школе Горация Грили. У него есть младший брат, американский композитор Эмиль Моссери.
Он посещал Галлатинскую школу индивидуального обучения Нью-Йоркского университета, изучал медиа и информационный дизайн, получил степень бакалавра в области информационного дизайна в 2005 году.

## Карьера
В 2003 году, во время учебы в Нью-Йоркском университете, Моссери открыл собственную консалтинговую компанию по дизайну под названием Blank Mosseri, которая занималась графическим, интерактивным и выставочным дизайном. В 2007 году он присоединился к TokBox в качестве первого дизайнера компании. Его компания имела офисы в Нью-Йорке и Сан-Франциско.
Моссери присоединился к Facebook в качестве дизайнера продуктов в 2008 году. В 2009 году Моссери стал менеджером по дизайну продуктов, а в 2012 году стал директором по дизайну мобильных приложений компании. С 2012 по 2016 год Моссери курировал раздел ленты новостей Facebook, а с 2016 по май 2018 года занимал должность вице-президента по продуктам Facebook.
Во время скандала с Cambridge Analytica в 2018 году Моссери был одним из немногих руководителей Facebook, которые открыто говорили о роли Facebook в обеспечении безопасности и достоверных новостей.
В мае 2018 года Моссери был назначен вице-президентом Instagram по продукту. В 2020 году он был включен в категорию «Технологии» списка Fortune «40 до 40».
1 октября 2018 года совет директоров Facebook объявил, что Моссери станет новым главой Instagram.

## Личная жизнь
Адам Моссери женат на Монике Моссери, семья живет в Калифорнии. У них трое сыновей. Моссери имеют двойное гражданство США и Израиля. По состоянию на 2019 год состояние Моссери оценивалось примерно в 120 миллионов долларов США.